# ハリケファロブス・メフィスト
ハリケファロブス・メフィスト（学名：Halicephalobus mephisto）は、線形動物の1種である。ファウスト伝説に登場する悪魔、メフィストフェレスに因んでこの名前がつけられた。

## 概要
プリンストン大学教授のタリス・オンストットが2011年に南アフリカの金鉱の地下約3.6キロの深さで発見した線形動物の一種。この発見まで、線形動物は地中数十メートルの深さまでしか確認されていなかった。同じように地中数キロの深さで生息することが知られていたのは微生物だけで、ハリケファロブス・メフィストは、そうした微生物をエサにしていると考えられている。体長は約0.5ミリ程度である。ハリケファロブス・メフィストが見つかった水の放射性炭素年代測定から、この水が3,000〜1万2,000年前のものである事が判明しており、ハリケファロブス・メフィストが数千年以上前からこの地下に生息していたこと、並びにこの地中深くの極端な高圧と高温の下で生存するよう進化してきたことを示している。またオンストットらの調査によると、この発見は、ハリケファロブス・メフィストと同じように酸素が少ない環境下で別の線形動物が発見される可能性、地中の生態系がこれまで知られていたよりもより複雑である可能性を示しており、さらには、太陽系における他の惑星の地中にも同様に生物が存在している可能性を示しているという。